# Carmen Florido
María del Carmen Aceituno Carretero (Sevilla, 27 de enero de 1930), reconocida artísticamente como Carmen Florido, es una cantante española de copla.

## Trayectoria artística
Nacida en la calle de Castilla, 111 del sevillano barrio de Triana, su padre era de la Isla de San Fernando y su madre de Sevilla. En 1944 destacó su participación tras el espectáculo Zambra de Lola Flores y Manolo Caracol en el Teatro Cervantes de Sevilla. Se estrenó artísticamente en solitario en la sala de verano La Manigua de la calle Betis en 1946 y sus inicios fueron de la mano del maestro José Pérez Moradiellos y su orquesta; debuta en Madrid con el espectáculo Volando sobre España, la contrata Juanito Valderrama y graba sus primeros discos de pizarra con la discográfica Columbia.  

Florido canta coplas, canciones aflamencadas y en la Semana Santa trianera dedica saetas a El Cachorro. Trabajó en las compañías de Pepe Marchena, La Niña de los Peines o Pepe Pinto. Debuta en Argentina con el espectáculo Romería. En 1954 se integra en la compañía del rapsoda y empresario lorquino Mario Gabarrón (1904-1987), recorriendo juntos toda América y actuando durante siete meses en el Teatro Avenida de Buenos Aires, con un repertorio flamenco y de autores como Quintero, León y Quiroga. 
En 1959 se casa en La Habana con Mario Gabarrón con el que sigue teniendo éxitos en los teatros americanos con sus recitales poético-musicales y se instalan durante años en México, donde crean un tablao flamenco (Gitanerías. Sevilla en México), en ese país graba el elepé Aires andaluces (1973), allí Carmen Florido es conocida como El Embrujo de Triana y La Voz de España. En 1968 la pareja vuelve a España, y ya definitivamente Carmen Florido vuelve en 1987 tras fallecer su marido, aunque con algunas actuaciones en México en 1992. La cantante reside posteriormente en Sanlúcar la Mayor (Sevilla).

## Discografía
- Callaíto/Tira pa Cái con la Orquesta de Francisco Marrodán (Ed. Pampa Argentina 1955, reeditado por Seeco)
- Noche sevillana. Carmen Florido y Mario Gabarrón (Discos Arjona México).
- Misa del cante flamenco (Ed Pax, 1967)
- Lo nuestro no es así (Phillips EP, 1970)
- Aires andaluces, al toque David Moreno (Orfeón México, 1973)
- Carmen Florido en Discogs